# Super Aguri SA06
Der Super Aguri SA06 war der zweite Formel-1-Rennwagen des neu gegründeten Super-Aguri-Teams und wurde 2006 in der zweiten Saisonhälfte eingesetzt.

## Technik und Entwicklung
Der SA06 war eine unter der Regie von Mark Preston in den Gesichtspunkten Aerodynamik, Radaufhängung sowie Gewichtseinsparung überarbeitete Version des Vorgängerfahrzeugs Super Aguri SA05, dessen Entwurf auf den Arrows A23 von 2002 zurückging. Die Fahrzeuge gingen nach Zusammenbruch des Teams zunächst zu Minardi, die sie jedoch nicht im Rennbetrieb einsetzten. Der neue Teameigner Red Bull veräußerte die inzwischen als Minardi PS04 bezeichneten Fahrzeuge schließlich Anfang 2006, da sie in die Planungen für das Juniorteam Toro Rosso nicht einbezogen wurden. Super Aguri hatte die Chassis notgedrungen erwerben müssen, da die ursprünglich anvisierte Übernahme der BAR 007 von British American Racing aus der Saison 2005 nicht zustande kam.
Im Gegensatz zum eng verbundenen Team Honda Racing bezog Super Aguri in der Saison 2006 die Bereifung der Fahrzeuge von Bridgestone – beide Teams setzten jedoch Treibstoff von INEOS ein. Die Motorisierung stammte von Honda – der Honda RA806E wurde auch im Werksteam eingesetzt und entwickelte bis zu 750 PS bei 19.500 Umdrehungen pro Minute. Weitere Komponenten wie das Siebenganggetriebe wurden von Super Aguri selbst bereitgestellt.

## Lackierung und Sponsoring
Für den SA06 wurde das Farbschema des Vorgängerfahrzeuges verändert. Zwar bildete Weiß weiterhin die Grundfarbe des Wagens, die roten Akzente wurden jedoch mehr und künstlerischer. Auffällig war insbesondere die neue rote Fahrzeugnase. Die Lackierung war weiterhin an das Corporate Design des Werkspartners Honda sowie die Flagge Japans angelehnt. Zusätzlich wurden minimale kontrastierende Elemente in Schwarz eingefügt. Das Team trat mit nur wenigen Kleinsponsoren an, die auf den Fahrzeugen warben. Ein Hauptsponsor abseits von Honda wurde nicht gefunden.

## Fahrer und Saisonverlauf
Als erster Fahrer wurde der Japaner Takuma Satō verpflichtet, der nach dem Verlust seiner direkten Förderung durch Honda Ende der Saison 2005 zugunsten von Rubens Barrichello aus dem Werksteam (ex-BAR) entlassen wurde. Er fuhr den Wagen mit der Startnummer 22. Sein Teamkollege wurde der amtierende Vizemeister der Formel Nippon, Yūji Ide, der als zweiter Fahrer mit der Startnummer 23 antrat und nach vier Rennen vom dritten Fahrer Franck Montagny ersetzt wurde, da Ide als untauglich für die Formel 1 galt. Der Franzose wurde wiederum ab dem Großen Preis von Deutschland zugunsten von Sakon Yamamoto, der mehr Sponsorengelder mitbrachte, zurückgestellt.
Der SA06 wurde bei 7 von 18 Saisonrennen eingesetzt. Zwar zeigte sich das Fahrzeug konkurrenzfähiger – regelmäßige Duelle mit den weiteren Schlusslichtern Toro Rosso und Midland F1 waren nun regelmäßig möglich –, von Punkteplatzierungen war das Team jedoch weiterhin weit entfernt. Der größte Saisonerfolg wurde so ein zehnter Platz von Satō, gefolgt von seinem Teamkollegen auf Platz 11 beim Saisonfinale in Brasilien. Die Super Aguri konnten fünf gegnerische Fahrzeuge hinter sich lassen, während sie sonst regelmäßig als die Letztplatzierten ins Ziel kamen. Beim Großen Preis von China wurde Satō disqualifiziert, weil er durch Fehlverhalten auf der Strecke eine Kollision von fünf Fahrzeugen verursacht hatte.
Mit null Punkten wurde das Team am Saisonende nicht klassifiziert, belegte jedoch in der absoluten Reihenfolge den letzten Rang der Konstrukteure hinter Midland. Bei den Fahrern wurde Satō als 23. gewertet, seine Teamkollegen Ide, Yamamoto und Montagny als 25., 26. und 27.
Zur Saison 2007 wurde Satō weiterbeschäftigt, während Anthony Davidson Yamamoto ersetzte, der nach kurzzeitigem Aus in der Formel 1 schließlich in der zweiten Saisonhälfte für Spyker F1 antrat.

## Resultate
| Fahrer               | Nr.                  | 1 | 2 | 3 | 4 | 5 | 6 | 7 | 8 | 9 | 10 | 11 | 12  | 13  | 14  | 15  | 16  | 17 | 18 | Punkte | Rang |
| -------------------- | -------------------- | - | - | - | - | - | - | - | - | - | -- | -- | --- | --- | --- | --- | --- | -- | -- | ------ | ---- |
| Formel-1-Saison 2006 | Formel-1-Saison 2006 |   |   |   |   |   |   |   |   |   |    |    |     |     |     |     |     |    |    | 0      | 11.  |
| T. Satō              | 22                   |   |   |   |   |   |   |   |   |   |    |    | DNF | 13  | NC  | 16  | DSQ | 15 | 10 | 0      | 11.  |
| S. Yamamoto          | 23                   |   |   |   |   |   |   |   |   |   |    |    | DNF | DNF | DNF | DNF | 16  | 17 | 16 | 0      | 11.  |

| Legende  | Legende            | Legende                                                          |
| Farbe    | Abkürzung          | Bedeutung                                                        |
| -------- | ------------------ | ---------------------------------------------------------------- |
| Gold     | –                  | Sieg                                                             |
| Silber   | –                  | 2. Platz                                                         |
| Bronze   | –                  | 3. Platz                                                         |
| Grün     | –                  | Platzierung in den Punkten                                       |
| Blau     | –                  | Klassifiziert außerhalb der Punkteränge                          |
| Violett  | DNF                | Rennen nicht beendet (did not finish)                            |
| Violett  | NC                 | nicht klassifiziert (not classified)                             |
| Rot      | DNQ                | nicht qualifiziert (did not qualify)                             |
| Rot      | DNPQ               | in Vorqualifikation gescheitert (did not pre-qualify)            |
| Schwarz  | DSQ                | disqualifiziert (disqualified)                                   |
| Weiß     | DNS                | nicht am Start (did not start)                                   |
| Weiß     | WD                 | zurückgezogen (withdrawn)                                        |
| Hellblau | PO                 | nur am Training teilgenommen (practiced only)                    |
| Hellblau | TD                 | Freitags-Testfahrer (test driver)                                |
| ohne     | DNP                | nicht am Training teilgenommen (did not practice)                |
| ohne     | INJ                | verletzt oder krank (injured)                                    |
| ohne     | EX                 | ausgeschlossen (excluded)                                        |
| ohne     | DNA                | nicht erschienen (did not arrive)                                |
| ohne     | C                  | Rennen abgesagt (cancelled)                                      |
| ohne     | keine WM-Teilnahme |                                                                  |
| sonstige | P/fett             | Pole-Position                                                    |
| sonstige | 1/2/3/4/5/6/7/8    | Punktplatzierung im Sprint-/Qualifikationsrennen                 |
| sonstige | SR/kursiv          | Schnellste Rennrunde                                             |
| sonstige | *                  | nicht im Ziel, aufgrund der zurückgelegten Distanz aber gewertet |
| sonstige | ()                 | Streichresultate                                                 |
| sonstige | unterstrichen      | Führender in der Gesamtwertung                                   |